# Тереховка (Черниговская область)
Те́реховка (укр. Те́рехівка) — село Черниговского района Черниговской области Украины, центр сельского Совета. Расположено в 15 км от районного центра и в 9 км от железнодорожной станции Халявино участка Чернигов — Гомель Юго-Западной железной дороги. Население 480 человек.
Код КОАТУУ: 7425588701. Почтовый индекс: 15525. Телефонный код: +380 462.

## Власть
Орган местного самоуправления — Киселевский сельский совет (Черниговский район). Почтовый адрес: 15530, Черниговская обл., Черниговский р-н, с. Киселевка, ул. Молодежная, 1
Киселевскому сельскому совету, кроме Тереховки, подчинены сёла:
- Малиновка;
- Стасы;
- Товстолес.
- Киселевка;
- Березанка;
- Ульяновка;
- Брусилов;
- Сновянка;
- Кобылянка.

## Галерея

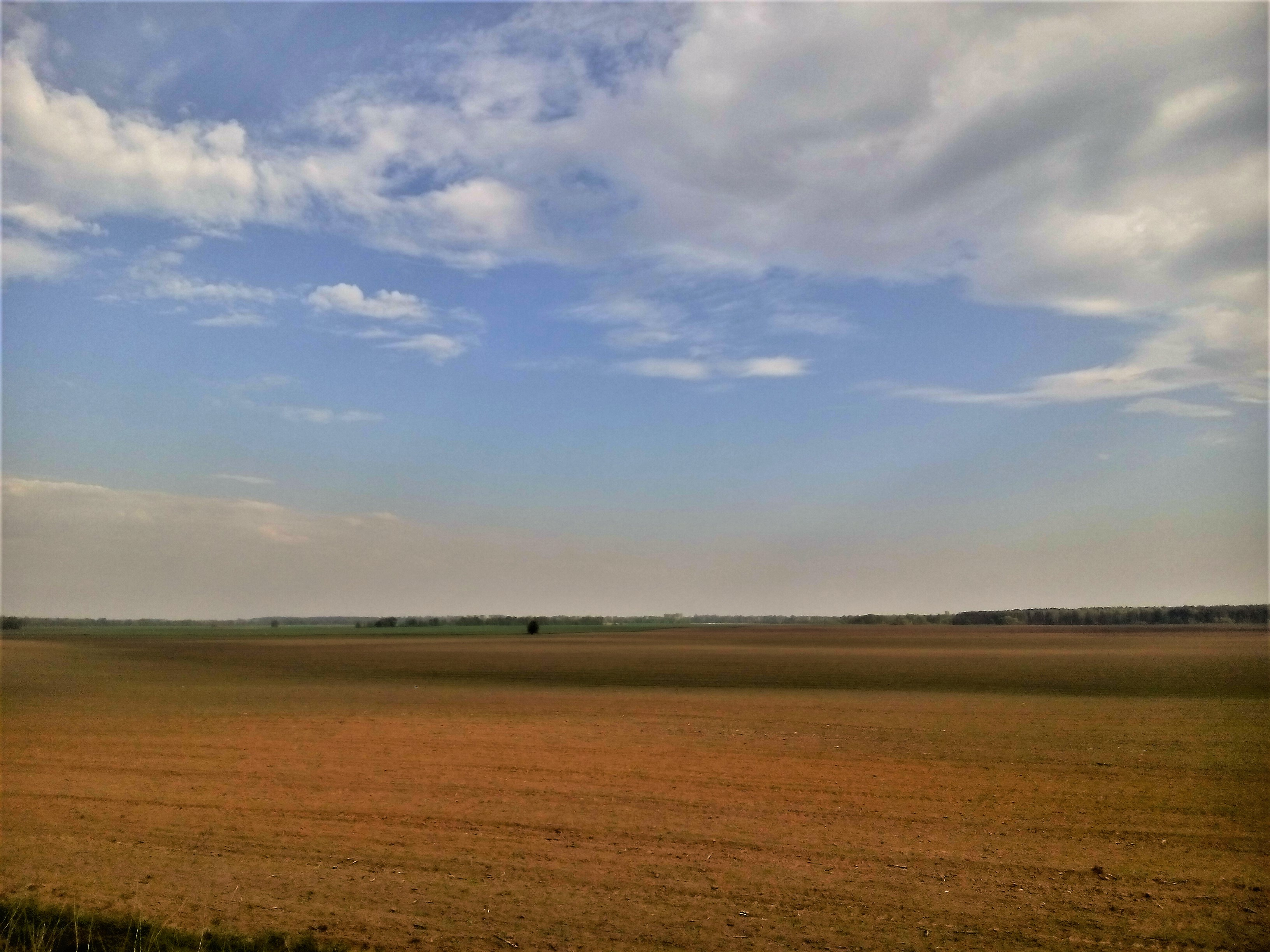
Поле возле села